# F-Droid
F-Droid este un software repository (sau "app store") pentru aplicații Android, similar cu Google Play store. Principalul depozit, găzduit de proiect, conține numai aplicații care sunt software liber. Aplicațiile pot fi listate și instalate de pe F-Droid-ul sau din aplicația client fără a fi nevoie înregistrarea cu un cont. "Anti-caracteristici", cum ar fi publicitate, urmărirea utilizatorilor sau dependența de software-ul non liber sunt marcate în descrierea aplicației. Site-ul oferă, de asemenea, codul sursă al aplicațiilor si găzduiește precum și software-ul care rulează pe F-Droid server, permițând oricui să-și înființeze propria aplicație depozit.

## Istorie
F-Droid a fost fondat de Ciaran Gultnieks în 2010. Clientul a fost bifurcat din codul sursă Aptoide. Proiectul este acum condus de o organizație non-profit numită F-Droid Limited.

## Scopul proiectului
F-Droid depozit conține un număr în creștere de mai mult de 1900 de aplicații, comparativ cu peste 1,43 milioane de pe Google Play Store. Proiectul include mai multe sub-proiecte software:
- Software-ul Client pentru căutarea, descărcarea, verificarea și actualizarea aplicații Android de la un depozit F-Droid
- fdroidserver – instrument pentru gestionarea și crearea de noi depozite.
- WordPress web front-end pentru un depozit.

F-Droid construiește aplicații din cod sursa public disponibil și cu licența libera. Proiectul este condus în întregime de către voluntari și nu are nici un proces de revizuire pentru aplicații. Noi aplicații sunt contribuite de către utilizatori sau dezvoltatori. Singura cerință este ca acestea să fie libere de software proprietar.

## Aplicație Client

Logo "Ia-l de pe F-Droid"

## Vezi si
- Aptoide
- Google Play
- Lista de platforme de distribuție pentru software-ul mobil
- Lista aplicații gratuite și open-source Android
- Proiectul Guardian (software)
- CyanogenMod
- Replicant (sistem de operare)

## Link-uri externe
- Site web oficial
- F-Droid  Android pachet de la F-Droid depozit